# Maria Kulczyńska-Suchocka
Maria Antonina Kulczyńska-Suchocka (ur. ok. 1924, zm. 10 kwietnia 2017) – polska prawniczka i działaczka społeczna.

## Życiorys
W okresie II wojny światowej była łączniczką w szeregach Armii Krajowej, natomiast w okresie PRL związana była z Prymasowskim Komitetem Pomocy Osobom Pozbawionym Wolności i ich Rodzinom, angażując się w pomoc prawną dla pozbawionych wolności działaczy NSZZ „Solidarność”. Pełniła funkcję przewodniczącej Koła Warszawskiego Towarzystwa Pomocy im. św. Brata Alberta, sprawując opiekę między innymi nad Schroniskiem dla Bezdomnych Mężczyzn w Legionowie. Była organizatorką Domu Samotnej Matki w Laskach.

## Nagrody i odznaczenia
W 2000 została laureatką nagrody Polcul Foundation za wieloletnią działalność obywatelską i niepodległościową.
W 2009 z okazji Dnia Pracownika Socjalnego prezydent RP Lech Kaczyński odznaczył ją za wybitne zasługi w działalności na rzecz osób potrzebujących pomocy Krzyżem Komandorskim Orderu Odrodzenia Polski.